# Zārach
Zārach (persiska: زارچ, زارج, زَرِج, اشکذر) är en ort i Iran.   Den ligger i provinsen Yazd, i den centrala delen av landet, 500 km sydost om huvudstaden Teheran. Zārach ligger 1 181 meter över havet och antalet invånare är 9 979.
Terrängen runt Zārach är platt, och sluttar norrut. Runt Zārach är det ganska tätbefolkat, med 83 invånare per kvadratkilometer. Närmaste större samhälle är Yazd, 16,5 km sydost om Zārach. Trakten runt Zārach är ofruktbar med lite eller ingen växtlighet.